# Жуку-де-Сус
Жуку-де-Сус (рум. Jucu de Sus) — село у повіті Клуж в Румунії. Адміністративний центр комуни Жуку.
Село розташоване на відстані 322 км на північний захід від Бухареста, 17 км на північний схід від Клуж-Напоки.

## Населення
За даними перепису населення 2002 року у селі проживали 1588 осіб.
Національний склад населення села:
| Національність | Кількість осіб | Відсоток |
| -------------- | -------------- | -------- |
| румуни         | 1518           | 95,6%    |
| угорці         | 38             | 2,4%     |
| цигани         | 30             | 1,9%     |

Рідною мовою назвали:
| Мова      | Кількість осіб | Відсоток |
| --------- | -------------- | -------- |
| румунська | 1562           | 98,4%    |
| угорська  | 25             | 1,6%     |